# Cantonul Chalon-sur-Saône-Nord
Cantonul Chalon-sur-Saône-Nord este un canton din arondismentul Chalon-sur-Saône, departamentul Saône-et-Loire, regiunea Burgundia, Franța.

## Comune
| Comune            | Populație (1999) | Cod poștal | Cod INSEE |
| ----------------- | ---------------- | ---------- | --------- |
| Chalon-sur-Saône  | 50 124 (1)       | 71100      | 71076     |
| Champforgeuil     | 2 185            | 71530      | 71081     |
| Crissey           | 1 840            | 71530      | 71154     |
| Farges-lès-Chalon | 622              | 71150      | 71194     |
| Fragnes           | 895              | 71530      | 71204     |
| La Loyère         | 375              | 71530      | 71265     |
| Sassenay          | 1 402            | 71530      | 71502     |
| Virey-le-Grand    | 1 171            | 71530      | 71585     |